# Оленица (река)
Оле́ница — река в Мурманской области России. Протекает по территории Терского района. Впадает в Кандалакшский залив Белого моря.
Длина реки составляет 64 км. Площадь бассейна 403 км².
Берёт начало в болотистой местности близ озера Очаозеро на высоте свыше 133 м над уровнем моря. Протекает по лесной, местами болотистой местности. Порожиста. Проходит через озёра: Нижнее Оленицкое. Основные притоки: Лайручей, Лай (в 20 км от устья), Андреевский и Теремной. Впадает в Кандалакшский залив Белого моря. В устье реки расположено село Оленица.

## Данные водного реестра
По данным государственного водного реестра России относится к Баренцево-Беломорскому бассейновому округу, водохозяйственный участок реки — реки бассейна Белого моря от западной границы бассейна реки Йоканга (мыс Святой Нос) до восточной границы бассейна реки Нива, без реки Поной, речной подбассейн реки отсутствует. Речной бассейн реки — бассейны рек Кольского полуострова и Карелии.
Код объекта в государственном водном реестре — 02020000212101000008513.